# Portal Universal.org
Portal Universal.org (antigo Arca Universal) é um site de conteúdo especializado voltado para os simpatizantes e participantes dos encontros diários que ocorrem na Igreja Universal. Tem a intenção de acompanhar as tendências tecnológicas, visando manter um bom conteúdo, levando mensagens de fé às pessoas, segundo os desenvolvedores.
Entre as notícias, há reflexões espirituais para auxiliar os internautas na vida com Deus, informações sobre as ações sociais promovidas pela Universal (no Brasil e no mundo), notificações sobre campanhas de Fé — como a Fogueira Santa de Israel —, matérias especiais de eventos e encontros promovidos na Igreja — como a inauguração do Templo de Salomão, em 2014 — e diversos outros conteúdos relacionados com a fé cristã.
A plataforma de vídeos cristãos Univer Vídeo, está hospedado no site, onde a pessoa pode acessar por sete dias grátis, a filmes, séries, músicas, além de cultos transmitidos ao vivo no Templo de Salomão.

## História
O Universal.org foi criado em 30 de abril de 2001 — como Arca Universal — com a ideia de reunir em um só local conteúdos relacionados com a fé cristã. Antes de o site surgir, alguns participantes dos encontros da Universal organizavam grupos de e-mails para trocar informações entre si, algo que funcionava na época semelhantemente às redes sociais nos tempos atuais. Havia também páginas espalhadas em que os fiéis discutiam e interagiam sobre o evangelho. Então, com o objetivo de alcançar um número maior de pessoas e de propagar a Palavra de Deus, por meio de uma equipe de desenvolvimento, o bispo Edir Macedo iniciou o projeto do Portal.

### Desenvolvimento
Em 2001, ano de lançamento, o Portal Arca Universal contava com notícias do Brasil e do mundo relacionadas com a fé cristã, havia ainda um servidor de e-mails, o "Arca Mail"; também era apresentada a "Mensagem do Dia", que trazia um versículo da Bíblia para meditação, e uma enquete, que abordava temas polêmicos do mundo cristão. O site também tinha a editoria "Família", que trazia conteúdos de reflexão sobre o tema. Havia ainda a sessão "Bispo Responde", contendo repostas para questões relacionadas com diversos temas, entre eles comportamento, finanças, relacionamentos amorosos e Obra de Deus. A página continha, além disso, estudos bíblicos e entrevistas com personalidades do mundo gospel.
Em 2002, além das sessões tradicionais da versão anterior do site, foi anexada à página inicial do Portal um gadget da "Palavra Amiga" do bispo Macedo, por onde as pessoas podiam ouvir a programação que era exibida na rádio. Em outubro deste mesmo ano, um recurso de conversas instantâneas, o "Arca Chat", foi acrescentado ao Portal.
Em 2004, já havia o Juventude Online, um site incorporado ao Arca Universal contendo notícias exclusivas do grupo Força Jovem, além de outras sessões, como, por exemplo, "Cotações", "Tempo" e o "Espaço EBI" (Escola Bíblica Infanto-Juvenil). Também houve a inserção do gadget "Testemunhos" na página inicial do Portal, apresentando histórias de pessoas que superaram traumas e problemas do passado por meio do auxílio espiritual na Universal.
Em 2005, foi adicionada à página inicial do site a sessão "Livro de Orações", em que as pessoas podiam incluir o próprio nome e de familiares pedindo orações. Nessa mesma época, o Portal mantinha um fórum de discussões para os internautas conversarem sobre diversos temas, entre eles, família, relacionamentos amorosos, finanças pessoais, Obra de Deus e notícias em debate.
Em 2006, além das sessões tradicionais do site, foi anexado o "Arca PodCast", um serviço em que o internauta fazia o download do software iTunes e, por meio dele, podia ouvir a programação da Rede Aleluia de rádio.
Em agosto de 2008, foi lançado o blog do bispo Macedo, que se integrou ao Portal.
Em maio de 2011, foi lançado o veículo de comunicação IURD TV, que contava com uma programação exclusiva da Universal 24 horas por dia. O canal, que funcionava online e em tempo real, podia ser acessado por meio do Portal Arca Universal. A plataforma foi anunciada durante a programação da "Palavra Amiga" do bispo Macedo, na Rede Aleluia de rádio. Atualmente, o canal ainda está vinculado ao Universal.org, porém sob o nome de TV Universal.
Em dezembro de 2013, o Arca Universal foi totalmente reformulado e tornou-se o Portal Universal.org, nome mantido atualmente.[carece de fontes?]
O Portal Universal.org foi desenvolvido sob um novo layout e diversos serviços foram agregados a ele. Entre as novidades, surgiu o "Pastor Online", uma plataforma de atendimento em tempo real disponível 24 horas em que as pessoas podem receber uma orientação espiritual de bispos e pastores da Universal. Foi adicionado também um buscador inteligente de endereços da Universal, que possui em seu banco de dados os endereços das igrejas no Brasil e no mundo. Há também a sessão TV Universal, com transmissão ao vivo da programação da Igreja; uma sessão "Agenda", em que o internauta pode verificar as datas dos principais eventos da instituição. Além de outros serviços, como "Livro de Orações", e "Caixa de Promessas". Anteriormente, o portal disponibilizava a Bíblia Online, mais depois de um tempo, foi extinta.